# Nachrichtenabteilung (Österreich)
Die Nachrichtenabteilung des österreichischen Generalstabs (Nachrichtenabteilung des Österreichischen Generalstabs) wurde 1936 begründet und war ein Nachrichtendienst Österreichs.
Der Nachrichtendienst wurde geschaffen, da seit der Kapitulation Österreich-Ungarns kein Nachrichtendienst mehr Bestand hatte. Die Nachrichtenabteilung wurde 1938 nach dem Anschluss Österreichs an das Deutsche Reich mit seinem Personal in das Amt Ausland/Abwehr übernommen.